# Август-Вільгельм Клауссен
Август-Вільгельм Клауссен (нім. August-Wilhelm Claussen; 13 березня 1919, Фленсбург — 23 жовтня 1944, Атлантичний океан) — німецький офіцер-підводник, капітан-лейтенант крігсмаріне.

## Біографія
9 жовтня 1937 року вступив на флот. З 3 травня 1940 року — заступник командира човна 13-ї флотилії форпостенботів. З липня 1940 по січень 1942 року — ад'ютант, пізніше командир човна 7-ї флотилії форпостенботів. З 1 лютого по 10 липня 1943 року пройшов курс підводника, 11—18 липня — курс позиціонування (радіовимірювання), 19—31 липня — тактичну підготовку, 1—31 серпня — курс командира підводного човна, після чого був переданий в розпорядження 24-ї флотилії. 15 жовтня 1943 року направлений на будівництво підводного човна U-1226. З 24 листопада 1943 року — командир U-1226. 30 вересня 1944 року вийшов у свій перший і останній похід. 23 жовтня 1944 року човен і всі 56 членів екіпажу зникли безвісти в Північній Атлантиці.

## Звання
- Кандидат в офіцери (9 жовтня 1937)
- Морський кадет (28 червня 1938)
- Фенріх-цур-зее (1 квітня 1939)
- Оберфенріх-цур-зее (1 березня 1940)
- Лейтенант-цур-зее (1 травня 1940)
- Оберлейтенант-цур-зее (1 квітня 1942)
- Капітан-лейтенант (1 січня 1945)

## Нагороди
- Залізний хрест 2-го класу (9 грудня 1940)
- Нагрудний знак мінних тральщиків (1941)
- Нагрудний знак флоту (28 жовтня 1941)